# ناحیه آجاپنیاک
ناحیه آجاپنیاک (ارمنی: Աջափնյակ վարչական շրջան) یکی از دوازده ناحیه‌ای است که در ایروان واقع شده‌است.

## خصوصیات
ناحیه آجاپنیاک ۲۵ کیلومترمربع مساحت و ۱۰۸٬۳۰۰ نفر جمعیت دارد.